# Lauritz Lauritzen

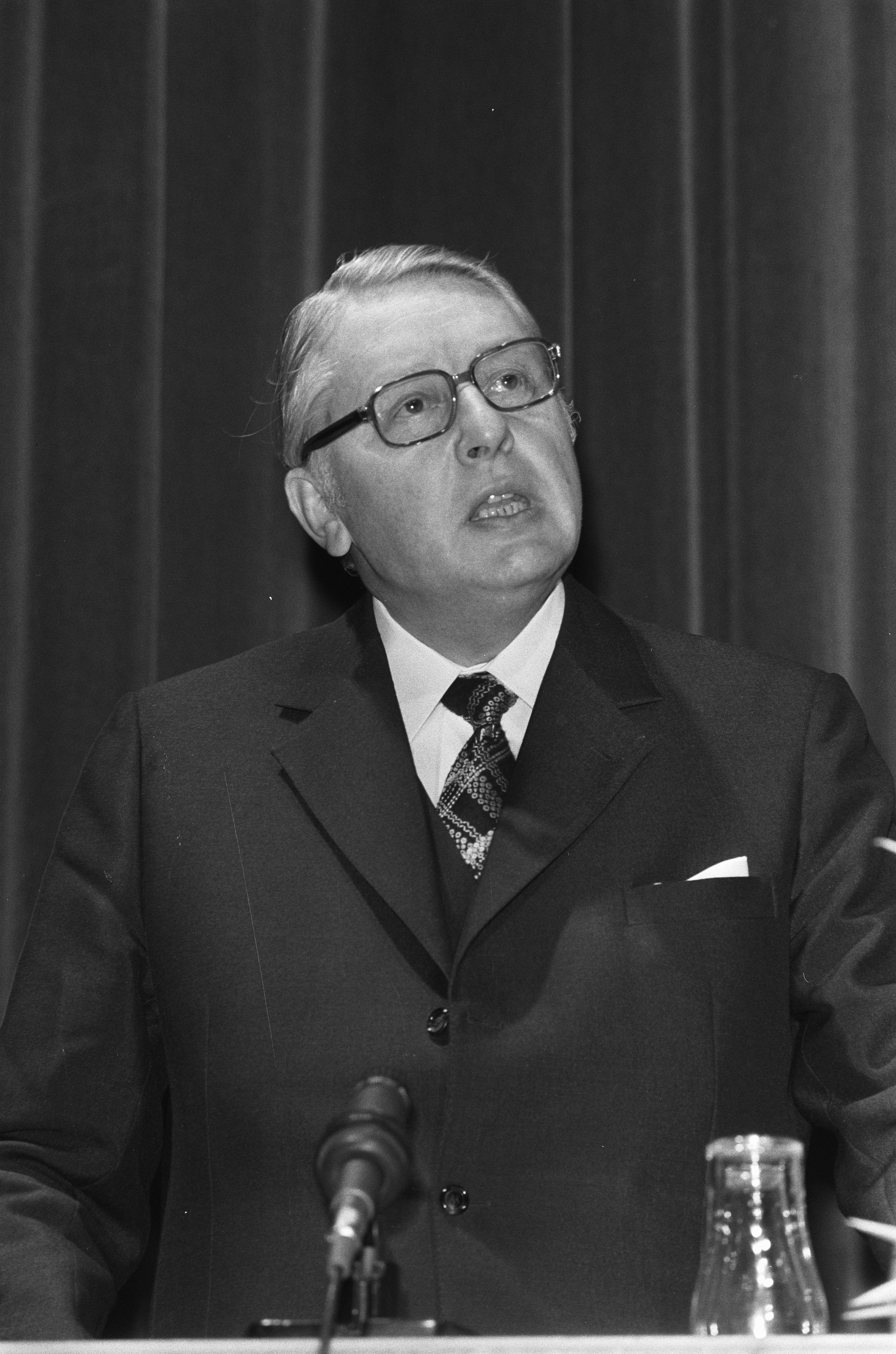
Lauritz Lauritzen, 1973

Lauritz Lauritzen (* 20. Januar 1910 in Kiel; † 5. Juni 1980 in Bad Honnef) war ein deutscher Politiker der SPD, von 1954 bis 1963 Oberbürgermeister von Kassel und von 1966 bis 1974 Bundesminister, zuletzt für Verkehr.  

## Ausbildung und Beruf
Lauritz Lauritzen – Sohn von Fritz Lauritzen, Bürgermeister von Elmschenhagen – besuchte das Kaiserin-Augusta-Viktoria-Gymnasium in Plön. Ab 1929 studierte er Rechts- und Staatswissenschaften an der Universität Freiburg sowie als Schüler des Soziologen Ferdinand Tönnies an der Christian-Albrechts-Universität zu Kiel. Sein Studium beendete Lauritzen 1933 mit dem Ersten und 1937 mit dem Zweiten juristischen Staatsexamen. 1936 wurde er zum Dr. jur. promoviert. In der Zeit des Nationalsozialismus war Lauritzen in Berlin von 1937 bis 1945 zunächst als Justiziar und anschließend als Abteilungsleiter bei der Reichsstelle für Chemie tätig, die innerhalb ihres Aufgabengebietes den Warenverkehr zu überwachen und zu regeln hatte.
Nach dem Ende des Zweiten Weltkriegs war Lauritzen im Jahr 1945 als Referent beim Magistrat von Berlin, dann beim Kreis Rendsburg tätig. Anschließend wurde Lauritzen zum Leiter der Präsidialkanzlei der Provinz Schleswig-Holstein ernannt und vom 23. November 1946 bis zum 31. Januar 1951 war er Landesdirektor im Ministerium des Innern des Landes Schleswig-Holstein.
1951 wechselte Lauritzen in den Dienst des Landes Niedersachsen; zuerst als Ministerialrat, dann von 1953 bis 1954 als Ministerialdirigent im Niedersächsischen Ministerium des Innern.

## Mitgliedschaft in Parteien und Verbänden
Von 1934 bis 1938 war Lauritzen Mitglied der Reiter-SA. Außerdem gehörte er dem NS-Rechtswahrerbund und der NS-Volkswohlfahrt an.
Im Jahr 1929 trat Lauritzen der SPD bei, aus der er 1933 austrat. 1945 trat er wieder ein. Von 1955 bis 1963 gehörte er dem SPD-Bezirksvorstand Hessen-Nord an. Von 1969 bis 1971 war er Mitglied im SPD-Landesvorstand von Schleswig-Holstein. Im November 1973 wurde er von der SPD Schleswig-Holstein als Spitzenkandidat für die Landtagswahl 1975 nominiert; nach seinem Ausscheiden aus der Bundesregierung verzichtete er jedoch auf die Kandidatur.
Während seiner Amtszeit als Kasseler Oberbürgermeister war Lauritzen Mitglied im Club 53 um Arnold Bode, der als Ideenwerkstatt zur Documenta 1 fungierte.

## Abgeordneter
Vom 1. Dezember 1966 bis zu seinem Mandatsverzicht am 15. Februar 1967 gehörte Lauritz Lauritzen dem Hessischen Landtag der 6. Wahlperiode an. Vom 20. Oktober 1969 bis zu seinem Tod am 5. Juni 1980 war er Mitglied des Deutschen Bundestages: 1969 und 1976 über die Landesliste der SPD in Schleswig-Holstein gewählt, 1972 über ein Direktmandat im Wahlkreis Nr. 7 (Plön).

## Öffentliche Ämter
Von 1954 bis 1963 amtierte Lauritzen als Oberbürgermeister von Kassel. Vom 31. Januar 1963 bis zum 1. Dezember 1966 war er in der von Ministerpräsident Georg-August Zinn geführten Hessischen Landesregierung Hessischer Minister der Justiz und für Bundesangelegenheiten.
Mit der Bildung der Großen Koalition von CDU/CSU und SPD wurde er am 1. Dezember 1966 als Bundesminister für Wohnungswesen und Städtebau in die von Bundeskanzler Kurt Georg Kiesinger geleitete Bundesregierung berufen. Nach der Bundestagswahl 1969, aus der die sozial-liberale Koalition von SPD und FDP unter Bundeskanzler Willy Brandt hervorging, änderte sich die Bezeichnung der Behörde am 22. Oktober 1969 in Bundesministerium für Städtebau und Wohnungswesen.
Aufgrund einer durch den Rücktritt von Karl Schiller, dem Bundesminister für Wirtschaft und Finanzen, ausgelösten Kabinettsumbildung wurde Lauritzen am 7. Juli 1972 zusätzlich zu seinem Amt als Bundesbauminister zum Bundesminister für das Post- und Fernmeldewesen sowie zum Bundesminister für Verkehr ernannt. Damit leitete er für mehrere Monate drei Bundesministerien gleichzeitig. Nach der Bundestagswahl 1972 und der Fortführung der sozialliberalen Koalition am 15. Dezember 1972 behielt er nur noch das Amt des Bundesministers für Verkehr. Nach dem Rücktritt des Bundeskanzlers Willy Brandt am 6. Mai 1974 wurde der bisherige Bundesminister der Finanzen Helmut Schmidt am 16. Mai 1974 zum neuen Bundeskanzler gewählt. Mit der Amtsübernahme des von Schmidt gebildeten Kabinetts schied Lauritzen am 17. Mai 1974 aus der Bundesregierung aus.
Während Lauritzens Amtszeit als Bundesbauminister wurde das Städtebauförderungsgesetz von 1971 beschlossen und das Mieterschutzgesetz reformiert. Als Bundesverkehrsminister setzte Lauritzen sich 1972 erfolgreich für ein Tempolimit von 100 km/h auf Landstraßen ein, gegen den Widerstand des ADAC. Aufgrund der Ölkrise des Jahres 1973 betrieb Lauritzen die Einführung eines Tempolimits von 100 km/h auch auf Autobahnen. Nach einer Kampagne des ADAC und der Bild-Zeitung, die sich zum Teil gegen Lauritzen persönlich richtete, wurde das Tempolimit auf Autobahnen im März 1974 wieder aufgehoben; der Bundesrat stimmte einer Verlängerung nicht zu.
Seine letzte Ruhestätte fand er auf dem Waldfriedhof seines letzten Wohnsitzes Rhöndorf, in der Nähe des Familiengrabes des ersten Bundeskanzlers der Bundesrepublik Deutschland, Konrad Adenauer.

## Ehrungen
- 1969: Großes Verdienstkreuz mit Stern der Bundesrepublik Deutschland
- 1973: Großes Verdienstkreuz mit Stern und Schulterband der Bundesrepublik Deutschland[8]
- Freiherr-vom-Stein-Plakette des Landes Hessen
- Ehrenplakette der Stadt Kassel in Gold